# Yachiru Kusajishi
Yachiru Kusajishi (草鹿 八千流 Kusajishi Yachiru?) es un personaje de la serie de manga y anime Bleach. Es la exteniente de la 11.ª división, bajo el mando del capitán Zaraki Kenpachi y ex presidenta de la Asociación de Mujeres Shinigamis.

## Apariencia y personalidad
Yachiru tiene apariencia de niña en muchos sentidos, es pequeña, enérgica, alegre y descuidada. A menudo se le ve en el hombro izquierdo de su capitán Kenpachi, colgando en su espalda. Yachiru, al igual que Zaraki Kenpachi, tiene un pésimo sentido de la orientación, aunque de igual forma este se deja orientar por ella.
Reforzando su apariencia de niña, Yachiru tiene la costumbre de darles apodos a las personas, así, constantemente llama a Makizō Aramaki, un shinigami de la 11.ª División, "Maki-Maki", a su capitán lo llama "Ken-chan" y a Ichigo empieza llamándolo "Ichi-san". También suele llamar a Byakuya "Bya-chan" o "Byakushi". No parece mostrar mayor respeto por sus superiores, pues además también suele llamar a Sajin Komamura, "Koma-Koma".
A pesar de su apariencia de niña, Yachiru parece ser bastante fuerte, al ser la teniente de la división de combate dentro de la Sociedad de Almas. Es lo suficientemente fuerte para levantar a Kenpachi y saltar entre edificios mientras lo carga. Yachiru también es increíblemente rápida a pesar de su tamaño, así como es capaz de emitir una gran cantidad de reiatsu, especialmente cuando está molesta.

## Historia

### Pasado
Yachiru vivía en Rukongai Norte en el distrito 79 Kusajishi. Allí, siendo una niña pequeña, perdió a sus padres quienes fueron asesinados por alguien todavía desconocido. Al poco tiempo, un hombre bastante fuerte proveniente del distrito 80 Zaraki, la encontró. Al ver a Yachiru, se sorprendió de que una niña tan pequeña no le temiera a la sangre y en vez de esto le pareciera algo divertido e inocente. Al cruzar unas palabras con ella y darse cuenta de que no tenía nombre, le da el nombre de Yachiru, diciéndole que es el nombre de la única persona que le gustaría que estuviese allí. Después de esto el hombre, que tampoco tenía un nombre, se nombra a sí mismo Kenpachi (que significa ocho espadas), el cual es el nombre que se le da al shinigami más fuerte de cada generación. Desde ese momento Kenpachi Zaraki y Yachiru han llevado una relación de padre e hija en todo momento.

### Saga de la Sociedad de Almas
Yachiru es vista por primera vez cuando los Ryoka irrumpen en Seireitei y acompaña a su capitán, Kenpachi Zaraki, pues él los busca para poder pelear. Ella se ve diciéndole el camino a seguir a Kenpachi, de una mala forma, pues ocasionalmente se pierden y se acusan mutuamente de esta situación. Después de que la pareja llegó sin querer a los cuarteles de la Cuarta División, visitan a Ikkaku Madarame, quien, se encuentra recuperándose de las lesiones sufridas en la lucha contra Ichigo Kurosaki, estaba siendo interrogado por Mayuri Kurotsuchi. Después que Mayuri y su teniente lo dejan, Yachiru le dice que estaba preocupada por él, e intercambian insultos amistosos.
Tiempo después, Zaraki finalmente encuentra a Ichigo, Ganju Shiba y Hanatarō Yamada. Yachiru se sorprende por la facilidad con la que Kenpachi causa miedo a los compañeros de Ichigo, saltando sobre el hombro de Ichigo . Como la lucha inicia, está se sienta en la pared de un edificio. Ella le dice a Ichigo que no puede cortar a Kenpachi con su espada. Más tarde, Yachiru se ve mirando por sobre los tejados de los edificios cercanos, donde es abordada por un mensajero del Onmitsukidō que trata de informarle de la muerte de Sōsuke Aizen. Yachiru, sin embargo, esta demasiado concentrada en la batalla, por lo cual enfurece y le ordena que se lo dijera después. Después de la pelea, Yachiru agradece a Ichigo por darle a su Capitán una buena pelea y le dice que espera que sobreviva, para que pueda tener otra pelea con Kenpachi en el futuro. A continuación, sube a Kenpachi a su espalda y se va saltando por arriba de los edificios. Luego, le pide a Yachiru Unohana que cure a Kenpachi. Kenpachi dice que perdió, pero Yachiru se niega a aceptarlo, afirmando que no era una lucha justa, ya que eran dos contra uno (Ichigo y su Shikai vs Kenpachi). Kenpachi no está de acuerdo y se ríe de sus intentos de justificar el no haber ganado, por lo que Yachiru le responde dándole unas bofetadas. Yachiru y Kenpachi recuerdan como se conocieron y obtuvieron sus nombres. Kenpachi pierde la conciencia de nuevo, preocupando a Yachiru.
Algún tiempo después, Yachiru encuentra a Makizō Aramaki llevando a Orihime. Yachiru y Aramaki llevan a Orihime con Kenpachi y él le dice que le ayudará a encontrar Ichigo. Orihime intenta guiar a Kenpachi, Yachiru, Ikkaku, Yumichika y Aramaki hacia Ichigo, así como para liberar a los capturados Yasutora Sado, Uryū Ishida y Ganju Shiba. En la búsqueda de Ichigo, el grupo se encuentra con Kaname Tosen y Sajin Komamura, así como sus tenientes, Shuhei Hisagi y Tetsuzaemon Iba. Kenpachi, Ikkaku y Yumichika se quedan para luchar contra la nueva amenaza, mientras que el resto del grupo, continúa hacia el Monte del Sōkyoku en busca de Ichigo. Como la ceremonia de ejecución de Rukia Kuchiki está a punto de empezar, Yachiru se adelanta para determinar la situación. Después de Ichigo rescata a Rukia, ella espera en las ramas de los árboles del Monte del Sōkyoku a los demás.

### Saga del Hueco Mundo
En la saga de Hueco Mundo, cuando Kenpachi entra junto a Byakuya y Unohana, Yachiru también le acompaña. En la batalla de su Capitán contra el 5º Espada, está a punto de ser atacada por Nnoitra , pero Kenpachi lo evita continuando su pelea contra el Arrancar, Yachiru se convierte en una espectadora de la batalla de su capitán además de darle muchos ánimos para vencerlo y además de que ella está siendo protegida por el poder de Orihime Inoue para evitar que reciba daño de cualquier enemigo o aliado.

### Saga del Agente Perdido
Yachiru aparece después de que Kenpachi matase a Giriko Kutsuzawa para tirarle a Kenpachi de las orejas (pues este pensaba irse después de haber terminado su trabajo), reprochándole que no podían irse dejando al resto detrás, ya que lo prometieron antes de irse y que si lo hacían, el abuelo los iba a matar, evitando así una huida de Kenpachi mientras los demás capitanes sostenían sus batallas.

### Saga de la Guerra Sangrienta de los Mil Años
Mientras los capitanes del Gotei 13 se encuentran reunidos para tomar acciones ante la nueva amenaza de la Sociedad de almas, los tenientes esperan reunidos, y Iduru comienza a preguntarles si alguno de los escuadrones investigó más allá del Distrito 50 del Rukongai, Yachiru responde que Yumichika e Ikkaku fueron al Distrito 64, Kira le pregunta cual fue el resultado de su excursión a lo que le responde: «Lo mismo, muchas huellas reunidas en un mismo punto y luego paraban"». Kira sigue razonando y le pregunta por el aspecto de las huellas, Yachiru responde que unas eran de sandalias y otras de pies descalzos, nuestro teniente responde que eso confirma su hipótesis de que hay Shinigamis involucrados en el suceso, puesto que nadie del Rukongai lleva sandalias desde hace mucho, por lo cual los tenientes se asombran y quedan en seguir investigando. Después de que Kenpachi va a entrenar con Unohana en el Muken, Yachiru camina en los cuartos de la undécima división para encontrar el parche de Kenpachi sobre una almohada. Tras esto lo toma, diciendo solemnemente “Ken-chan”.
Yachiru vuelve a aparecer junto a Isane Kotetsu, ella se encarga de recoger o encontrar cosas que puedan servir mientras Isane cura a los heridos, Yachiru dice que no es nada peligroso pues solo encuentra camas y medicinas y huye lo más rápido posible sin embargo cuando Isane escucha la extraña voz del Quincy y dice estar cerca a ella entonces Yachiru trata de golpear al Sternritter que está cerca de Isane este golpe no parece afectarlo ni hacerle daño ya que Yachiru cree que lo golpeó sin embargo Kusajishi recibe un fuerte golpe en la nariz por parte de Gwenael quien la arroja bien lejos, por lo que Isane corre a ayudarla.
Yachiru es socorrida por Isane, esta última le afirma que su nariz está sangrando entonces Yachiru queda algo sorprendida y le responde que no lo sabe en ese momento entra un Quincy quien les afirma que es un Sternritter además de contarles su habilidad que posee y su nombre sin embargo Yachiru se acerca para golpearlo pero este desaparece, entonces Gwenael comienza a explica las versiones que tiene su habilidad además ataca a Yachiru pero esta no se queda tranquila y también va en busca del Quincy para golpearlo pero nuevamente no funciona y es atacada por el Sternritter. Kusajishi trata de golpearlo pero nuevamente desaparece el Quincy quedando ella e Isane completamente sorprendidas porque esta vez Gwenael cree haber borrado su existencia de la conciencia de Yachiru por lo que Isane le regaña por querer golpear a alguien que no se sabe si enemigo o no ya que Isane olvido al Quincy de su conciencia por la habilidad que este posee. Yachiru le confirma que ella cree que es un enemigo pero Isane le dice que no debería golpear a alguien por instinto entonces Yachiru le dice que ella siente algo como un susurro mientras buscaba su Zanpaku-tō Yachiru le explica a Isane que ese susurro es como una especie de frío, calor o felicidad además que Zaraki hacia eso cuando veía ese tipo de gente los cortaba y que ahora que el no está ella debe hacerlo. Gwenael se acerca para apuñalarla entonces Kusajishi le responde haciéndole un corte en la nariz explicando que su espada le golpea ya sea que lo vea o no, Yachiru explica que su espada es una copia ya que atrás y adelante de ella hay un niño imitándola y si crees que la evitas la verdad es que te golpea lo más lejos que te encuentres por lo que decide llamarlo invocando así su Shikai llamado Sanpo Kenjū y procede a atacarlo.
Tras atacar al Sternritter, Yachiru comienza a jugar con los dos personajes que lo acompañan para sorpresa de Isane, quien no puede creer el tipo de Zanpakutō y Shikai que posee Kusajishi. Cuando Gwenael aparece muy molesto con un corte en medio del rostro le dice que pudo esquivar el ataque luego que Yachiru explicara su habilidad por lo que Kusajishi cree haberle partido en dos limpiamente entonces Gwenael procede a atacar a Yachiru sin embargo es atacado para sorpresa de él y de las dos tenientes por Gremmy otro Sternrriter por lo que Isane rápidamente voltea a ver y se percata que Gremmy se encuentra dentro de la barrera donde se encuentras los ya heridos capitanes Kensei y Rose, mientras Isane se acerca a los cuerpos de los Capitanes para cerciorarse de que están muertos según lo dicho por Gremmy, está muy sorprendida al comprobar que efectivamente están muertos entonces Yachiru trata de atacarlo pero el Quincy rápidamente lo esquiva y posteriormente fractura el brazo de Yachiru haciendo que esta deje de sostener su Zanpaku-tō por lo que Gremmy le explica que solo debe imaginarlo, además de añadir que pasaría si sus brazos son más que galletas sorprendiendo a Kusajishi quien sigue escuchando las explicaciones del Quincy en ese momento los dedos de Yachiru también se fracturan sin embargo en ese preciso momento hay una explosión detrás de Gremmy apareciendo así Zaraki Kenpachi.
Cuando Zaraki Kenpachi aparece, Yachiru se encontraba tirada en el piso junto a Isane, al ver a Kenpachi solo se limita a decir Ken-chan, más tarde volvemos a ver a Yachiru cuando es testigo de la pelea de Kenpachi contra el Sternritter entonces Zaraki le dice que se mueva ante el asombro de Kusajishi pero el Quincy le dice que no sea tan duro con ella ya que gracias a sus poderes los huesos de Yachiru son de galleta entonces Zaraki no lo comprende por lo que Gremmy le informa que debió haberlo hecho de Rakugan ya que Zaraki no sabía que son galletas entonces Kenpachi lo comprende y procede a atacar al Quincy, ya más adelante Yachiru es sostenida por Zaraki puesto que el Capitán le dice al Quincy que no puede concentrarse en Yachiru ya que estuvo luchando con el y es por eso que lo huesos de Yachiru volvieron a la normalidad mientras el Quincy los observa al escuchar al Shinigami. Luego que Yachiru volviera a la normalidad, Ken le indica que busque a la teniente Kotetsu para que cure su brazo y esta sin dudarlo lo hace dirigiéndose hacia donde se encuentra Isane.
Ella nuevamente aparece observando como Kenpachi se dirige hacia el gigantesco meteorito que está por impactar contra el Seireitei, recordando como conoció a Kenpachi, para terminar de ver como este termina destruyendo el meteorito. Cuando Gremmy desaparece ante los ojos de Kenpachi, el capitán decide buscar a su teniente sin embargo no la encuentra solo logra vislumbrar su uniforme en el piso, dejando desconcertado al capitán por lo que le dice a los otros Shinigami que la busquen.
Durante la batalla entre Kenpachi y Gerard Valkyrie, Yachiru aparece al lado de Kenpachi preguntándole que está haciendo y le dice que se levante que aún queda mucho diversión por experimentar. Kenpachi le pregunta que donde ha estado a lo que ella le responde que es un tonto, que si la supiera usar correctamente nada ni nadie que no pudiera cortar. Seguido de eso Yachiru toca a Nozarashi y esta se disuelve, Kenpachi se pregunta qué es ese poder, a lo que ella responde que tal poder es lo que todos llaman Bankai.

## Zanpakuto
Ella la lleva alrededor de una cuerda floja, en lugar de ponerlo en la faja de su uniforme, y se conoce que su guardia tiene la forma de una flor de 5 puntas redondas. Su vaina también es inusual, ya que tiene un par de ruedas para el transporte, que fueron instaladas por Ikkaku Madarame. También tiene un patrón de flores en la guarda.

### Shikai:Sanpo Kenjū
La Zanpaku-tō de Yachiru Kusajishi recibe el nombre de Sanpo Kenjū (三步剣獣, Bestia Espada de Tres Pasos). Se activa con el comando salgan y toma la forma de dos bestias que imitan sus movimientos al estilo Tenken. Uno tiene una forma semejante a la muerte con una espada de hueso bastante grande y hueca y el otro tiene forma como un animal peludo con un par de dientes sin filo y una espada partida parecida a la Zanpaku-tō de Ichigo Kurosaki.
Habilidad Especial del Shikai: La Zanpaku-tō de Yachiru es una espada imitadora, esto permite a Yachiru golpear a su oponente inclusive cuando falla su ataque, ya que su espada ataca enfrente y detrás de ella. Todo lo que se encuentre en su campo de visión puede ser atacado por "alguien". Estos "alguien" pueden ser manifestados por ella a su placer, para que cualquiera los vea.

## Trivia
- Al darse a conocer que el verdadero nombre de la capitana Retsu Unohana es Yachiru, Kenpachi Zaraki le puso ese nombre a Yachiru.
- Es la presidenta de la Asociación de Mujeres Shinigamis.
- Tiene un sentido de la orientación tan malo como el de su Capitán.
- Es la Shinigami más pequeña que se conoce.
- Le gusta comer toda clase de objetos menos cualquiera que tenga la forma de El Embajador de las Algas el personaje que inventó Byakuya.
- Los gustos muy opuestos a Byakuya hacen que esta pareja aparezca en diversos omakes.
- Su canción, elegido por Tite Kubo, es André Previn's "Veni, Veni, Venias" (Yachiru Tema # 1) y "Sora Izumikawa Yahoo!"(Yachiru Tema #2).
- Las ruedas que llevan su zanpakuto, se las puso Ikkaku para facilitarle el trasporte de esta.
- Es, junto a todos los tenientes, capitanes, Shinji Hirako, Kisuke Urahara, Yoruichi Shihoin, Isshin Kurosaki y Hanataro Yamada, uno de los Shinigamis que aportaron su reiatsu para devolverle sus poderes de Shinigami a Ichigo Kurosaki.
- Pocas veces se le ha visto con su Zanpakuto una de ellas es en el décimo opening de la serie.
- En la Saga del Agente Perdido, Yachiru aparece con el pelo más largo, y tiene un dibujo de dos huesos cruzados a la izquierda de su cabeza, parecido al de Hachi.
- Es en el capítulo 571 del manga se le ve por primera vez en acción presentando a su shikai.
- Es junto con Zaraki Kenpachi, Madareme Ikkaku, y Yumichika Ayasegawa, los únicos shinigamis en la actualidad que pertenecen al escuadrón que más Shikais ha mostrado durante la serie.
- En un especial del manga se descubre que ella es la forma materializada de la zanpakutō de Kenpachi Zaraki

- Datos: Q14231188